# Von Lmo
Von Lmo, nome di battesimo Frankie Cavallo (New York, 10 marzo 1951), è un cantante, compositore e chitarrista statunitense.

## Biografia
Si conosce molto poco a proposito della sua vita. Al tempo dichiarò di essere nato nel 1924 da genitori siciliani che vivevano a Brooklyn, in un'altra occasione dichiarò di essere un extraterrestre proveniente dal pianeta Strazar.
Nel 1974 inizia la sua attività musicale.
Nel 2007 Von Lmo è stato imprigionato per aver commesso una rapina di secondo grado e condannato a scontare tre anni e mezzo di prigione.
Nel 2010 Von Lmo è stato scarcerato. Attualmente suona con il suo collaboratore di vecchia data Otto von Ruggins nel duo Avant Duel, un gruppo Space rock con sede a Brooklyn, New York.

## Influenza
Julian Cope è un noto ammiratore di Von Lmo, definisce la sua musica il lavoro di un genio ed ha scritto una recensione a proposito dell'album Red Resistor sul proprio sito personale.

## Discografia

### Album studio
| Date | Title               | Label           |
| ---- | ------------------- | --------------- |
| 1981 | Future Language     | Strazar         |
| 1994 | Cosmic Interception | Variant Records |
| 1996 | Red Resistor        | Variant Records |